# Лаундс, Джессика
Джессика Лаундс (англ. Jessica Lowndes; род. 8 ноября 1988, Ванкувер, Канада) — канадская актриса и певица, получившая известность благодаря роли школьницы-наркоманки Адрианны Тэйт-Дункан в сериале «90210: Новое поколение».

## Ранние годы
Лаундс родилась в Ванкувере. Её родители — выходцы из Англии, Украины и Германии. У неё есть младшая сестра. Друзья и родные зовут её Джесси. Джессика училась в «Атлантической академии», частной христианской школе недалеко от округа Суррей в Британской Колумбии. В 2006 году после окончания школы она переехала в Лос-Анджелес.

## Карьера

### Актёрская карьера
Решение стать актрисой пришло к Джессике неожиданно во время похода по магазинам вместе со своей матерью. Джессика решила пойти на прослушивание на роль в фильме. И хотя роль она не получила, её заметил агент, благодаря которому девушка сыграла свою первую в жизни роль.
Дебют актрисы на экране состоялся в 2005 году в телевизионном фильме «Спасение Милли», где она исполнила роль Андреа Кондраке. Далее последовали гостевое появление в хоррор-сериале «Мастера ужасов», роль в ситкоме «Я выбираю Элис» и появление в молодёжном сериале «Кайл XY». Затем она сыграла в телевизионном фильме компании «Lifetime» под названием «Любить и почитать», выпущенном в 2006 году, а в 2007 году появилась в телевизионном пилоте «Красавчик/милашка», который не был продлён.
В 2008 году Джессика получает первую главную роль в фильме ужасов «Вскрытие», а также снимается в молодёжном ужастике «Призраки Молли Хартли», в котором также снялась её коллега по сериалу «90210: Новое поколение» Анна-Линн Маккорд. Чтобы подготовиться к роли Адрианны, актриса беседовала с наркозависимыми и посмотрела множество документальных фильмов, из которых узнала о повадках человека, находящегося в состоянии эйфории или испытывающего ломку — например, о подрагивании пальцев. Также Джессика появилась в популярном музыкальном сериале «Университет» в роли Мэнди. В 2009 году появилась на шоу «Топ-модель по-американски».
Наконец в 2008 году актрисе достаётся роль в нескольких эпизодах продолжения культового молодёжного сериала 1990-х под названием «90210: Новое поколение» на канале CW, однако персонаж настолько понравился зрителям, что в конце концов Адрианна Тэйт-Дункан становится одной из главных героинь сериала — в середине первого сезона Джессика входит в основной актёрский состав шоу.
В 2010 году актриса сыграла главную роль в канадском триллере «Высота», а весной 2012 вышел независимый проект, мюзикл «Дьявольский карнавал» (создателей киносериала ужасов «Пила»), где Джессика сыграла роль одной из потерянных душ, попавших в Ад за грехи.
В 2014 году выходит три картины с участием Джессики: «Земной рай», «Жизнь Ларри Гэйя» и «Наследник».

### Музыкальная карьера

#### Исполнения
С марта 2009 года Джессика начала выкладывать свои старые песни на страничке «MySpace» — «Fly Away» (Джессика сама написала песню, спела её и аккомпанировала на гитаре), «Break», «Goodbye» (песня прозвучала в одном из эпизодов сериала «Лунный свет») и «Never Be Lonely». Эти четыре песни Джессика написала с лучшей подругой после болезненного разрыва со своим молодым человеком.
Дебютом Джессики в качестве профессиональной певицы на экране стал сериал «90210: Новое поколение»: в 2008 году в первом сезоне её героиня исполняла главную роль в школьной постановке скандально-известного мюзикла Дункана Шейка «Весеннее пробуждение», исполнив песни «Mama Who Bore Me» и «Mama Who Bore Me: Reprise», а во втором сезоне она исполнила ряд композиций: «Forgive Me», «Jolene» (из репертуара Долли Партон), «Wop! How I Know!» (из репертуара группы «Nikki & Rich» — по сюжету Адрианна выступала вместе с девичьей группой «The Glorious Steinems») и «One More Time» в дуэте с мексиканским актёром и певцом Диего Бонетой, сыгравшего в сериале роль Хавьера Луны.
В сентябре 2009, Джессика спела песню «God Bless America» на игре команды Доджерсов на их стадионе. В финальном эпизоде зимних эпизодов 3 сезона, актриса исполнила классическую рождественскую балладу «Santa Baby».

#### Официальные релизы
Известно, что Джессика подписала контракт со звукозаписывающей компанией и её дебютный альбом должен был выйти в конце 2010 год, но релиз был отложен. Актриса записала сингл «Falling In Love» в дуэте с британским рэпером Ironik, который появился в Великобритании в октябре 2010 года.
20 апреля 2011 года лейбл «X-Cite Records» объявил о том, что Лаундс примет участие в записи композиции «Undone» в исполнении Джереми Амелина, финалиста французской версии «Американского идола» — для продажи онлайн трек стал доступен 29 апреля 2011 года на iTunes, а 23 мая 2011 года по всему миру вышел EP-диск.
11 октября 2011 года в продажу на iTunes поступила новая песня в сольном исполнении Лаундс под названием «Fool», премьера которого состоялась 18 октября 2011 года в шестом эпизоде четвёртого сезона шоу «90210: Новое поколение». 10 ноября 2011 года состоялась премьера её сольного видео на песню «I Wish I Was Gay», а 11 ноября 2011 года сингл поступил в продажу на iTunes. 20 ноября 2011 года певица разместила на своём официальном канале на YouTube видео со съёмок нового клипа на песню под названием «Nothing Like This». 25 января 2012 года на iTunes вышел её первый EP-альбом «Nothing Like This», на котором также были выпущены песни «I Wish I Was Gay», «Stamp Of Love» и «Go Back».
3 апреля 2012 года в продажу поступил саундтрек к фильму-мюзиклу «Дьявольский карнавал», для которого актриса записала дуэт «In All My Dreams (I Drown)» вместе с Тэрренсом Здуничем. 24 апреля 2012 года в продажу поступил сингл «Teardrops Fall», содержащий обычную и акустическую версии песни. 8 мая 2012 года для скачивания стала доступна песня «I Don’t Want You Anymore» в дуэте с Томом Полсем — обе песни прозвучали в последних сериях четвёртого сезона шоу «90210: Новое поколение». 16 мая 2012 года вышел сингл «The Other Girl». 30 октября 2012 года в продажу поступил сингл «Snake Charmer» — песня прозвучит в одном из эпизодов «90210: Новое поколение».
7 февраля 2013 года Джессика опубликовала на своей официальной странице на «YouTube», что начиная с этого дня, каждый четверг в продажу магазина iTunes будет поступать сингл из старых песен, написанных ею после расставания с парнем в 16 лет — песни войдут в новый EP под предварительным названием «Jessica Lowndes #TBT». В тот же день в продажу поступила песня «Fly Away», ранее доступная только на странице MySpace. Сингл «Goodbye» вышел 14 февраля,
«Break» — 21 февраля. Выход последнего сингла «Never Lonely» ожидается 28 февраля.

## Личная жизнь
С сентября 2008 года Джессика встречалась со своим коллегой по сериалу «90210: Новое поколение», актёром и моделью Адамом Грегори, но пара рассталась. С весны 2009 Джессика год встречалась с актёром Аароном Полом. Затем долгое время актриса находилась в одиночестве. С весны 2012 года актриса встречалась со спортсменом Джереми Блумом, пара рассталась в начале 2013 года. Вскоре Джессика начала встречаться с регбистом Томом Эвансом.
Джессика заняла 7-е место в списке Zap2It 2008 года среди самых недооценённых телеактрис. В 2009 году журнал People включил актрису в свой список самых красивых женщин без макияжа, а в 2011-м ресурс BuddyTV поместил её на 58-е место в списке «100 самых сексуальных женщин на телевидении».

## Фильмография

### Кино
| Кино | Кино                     | Кино                                       | Кино          | Кино                   |
| Год  | Название                 | В оригинале                                | Роль          | Примечания             |
| ---- | ------------------------ | ------------------------------------------ | ------------- | ---------------------- |
| 2009 | Вскрытие                 | Autopsy                                    | Эмили         | главная роль           |
| 2009 | Призраки Молли Хартли    | The Haunting Of Molly Hartley              | Лорел         | эпизодическая роль     |
| 2010 | Высота                   | Altitude                                   | Сара          | главная роль           |
| 2012 | Райский сад              | Garden Of Eden                             | Кристин       | короткометражный фильм |
| 2012 | Дьявольский карнавал     | Devil’s Carnival                           | Тамара        | роль второго плана     |
| 2014 | Суперстюард              | Larry Gaye: Renegade Male Flight Attendant | Сьюзан        | роль второго плана     |
| 2014 | Принц                    | The Prince                                 | Анджела       | главная роль           |
| 2015 | Эдем                     | Edem                                       | Елена         | главная роль           |
| 2016 | Абатуар. Лабиринт страха | Abattoir                                   | Джулия Тэлбен | главная роль           |
| 2020 | Цвета любви              | Colors of Love                             | Тейлор Харрис | главная роль           |
| 2020 | В преддверии Рождества   | Too Close for Christmas                    | Хейли Паркер  | главная роль           |

### Телевидение
| Телевидение | Телевидение                                       | Телевидение                             | Телевидение                   | Телевидение                                                       |
| Год         | Название                                          | В оригинале                             | Роль                          | Примечания                                                        |
| ----------- | ------------------------------------------------- | --------------------------------------- | ----------------------------- | ----------------------------------------------------------------- |
| 2005        | Спасая Милли                                      | Saving Milly                            | Андреа Кондраке               | телевизионный фильм                                               |
| 2005        | Мастера ужасов                                    | Masters Of Horror                       | Пегги                         | эпизод «Танец мёртвых»                                            |
| 2006        | Я выбираю Элис                                    | Alice, I Think                          | Бэки                          | эпизоды «What Would Jesus Do?» и «Miss Smithers»                  |
| 2006        | Любить и почитать                                 | To Have & To Hold                       | Лиза                          | телевизионный фильм                                               |
| 2007        | Красавчик/милашка                                 | Pretty/Handsome                         | Кэсси Бут                     | некупленный пилот                                                 |
| 2007        | Кайл XY                                           | Kyle XY                                 | Ева                           | эпизод «Memory Serves»                                            |
| 2008        | Университет                                       | Greek                                   | Мэнди                         | 6 эпизодов                                                        |
| 2008        | Парни из Китая                                    | Chinese Guys                            | Кристи                        | эпизод «Reason To Fight»                                          |
| 2008-2013   | 90210: Новое поколение                            | 90210                                   | Адрианна Тэйт-Дункан          | 114 эпизодов, основной состав                                     |
| 2009        | Топ-модель по-американски                         | America’s Next Top Model                | гостевое появление            | интервью в реалити-шоу                                            |
| 2012        | Кошмар матери                                     | A Mother’s Nightmare                    | Ванесса Редман                | телевизионный фильм                                               |
| 2014        | Молодые и голодные                                | Young & Hungry                          | Джуди Грин                    | эпизод «Young & Lesbian»                                          |
| 2015        | Гавайи 5.0                                        | Hawaii Five-0                           | Джессика Миллз                | эпизод «Kuka’awale (Stakeout)»                                    |
| 2015        | Мотив                                             | Motive                                  | Лондон Монтгомери             | эпизод «Six Months Later»                                         |
| 2015        | Роковое усыновление                               | A Deadly Adoption                       | Бриджитт Гибсон/Джони Мэйзерс | телевизионный фильм «Lifetime»                                    |
| 2015        | Весёлая матримония                                | Merry Matrimony                         | Бри Траверстон                | телевизионный фильм «Hallmark»                                    |
| 2016        | Зимняя невеста                                    | A December Bride                        | Лайла О’Райлли                | телевизионный фильм «Hallmark»                                    |
| 2016        | Холистическое детективное агентство Дирка Джентли | Dirk Gently’s Holistic Detective Agency | Джейк Рейни                   | эпизоды «Rogue Wall Enthusiasts» и «Weaponized Soul»              |
| 2016        | Волшебные ёлочные игрушки                         | Magical Christmas Ornaments             | Мэри                          | Телевизионный фильм серии «Hallmark Movies & Mysteries»           |
| 2017        | Особо тяжкие преступления                         | Major Crimes                            | Алекс Сноу                    | эпизоды «Conspiracy Theory, Part 1» и «Conspiracy Theory, Part 2» |
| 2018        | Кошмар отца                                       | A Father’s Nightmare                    | Ванесса Редман                | телевизионный фильм                                               |

## Дискография

### Альбомы
«Nothing Like This», релиз — 24 января 2012
1. «Nothing Like This» (3:47) — песня издавалась синглом
2. «Stamp Of Love» (3:13)
3. «I Wish I Was Gay» (3:10) — песня издавалась синглом
4. «Go Back» (2:57)

### Синглы
| Название                                            | Год  | Чат | Чат             | Чат     | Альбом                       |
| Название                                            | Год  | US  | Top Heatseekers | Digital | Альбом                       |
| --------------------------------------------------- | ---- | --- | --------------- | ------- | ---------------------------- |
| «Falling In Love» (feat. Ironik)                    | 2010 | —   | 12              | 10      | «Falling In Love» (EP)       |
| «Undone» (feat. Jérémy Amelin)                      | 2011 | —   | 1               | 1       | —                            |
| «Fool»                                              | 2012 | —   | 19              | —       | «Nothing Like This» (EP)     |
| «I Wish I Was Gay»                                  | 2012 | —   | —               | —       | «Nothing Like This» (EP)     |
| «Nothing Like This»                                 | 2012 | —   | 102             | —       | «Nothing Like This» (EP)     |
| «In All My Dreams I Drown» (feat. Terrance Zdunich) | 2012 | —   | —               | —       | «The Devil’s Carnival» (OST) |
| «The Other Girl»                                    | 2012 | —   | —               | —       | синглы                       |
| «I Don’t Won’t You Anymore»                         | 2012 | —   | —               | —       | синглы                       |
| «Teardrops Fall»                                    | 2012 | —   | —               | —       | синглы                       |
| «Snake Charmer»                                     | 2012 | —   | —               | —       | синглы                       |
| «Fly Away»                                          | 2013 | —   | —               | —       | «#TBT» (EP)                  |
| «Goodbye»                                           | 2013 | —   | —               | —       | «#TBT» (EP)                  |
| «Break»                                             | 2013 | —   | —               | —       | «#TBT» (EP)                  |
| «Never Be Lonely»                                   | 2013 | —   | —               | —       | «#TBT» (EP)                  |
| «The Last Time»                                     | 2013 | —   | —               | —       | сингл                        |

### Видео
| Год  | Название                   | Режиссёр                  |
| ---- | -------------------------- | ------------------------- |
| 2010 | «Falling in Love»          | Френк И. Флауэрс          |
| 2011 | «I Wish I Was Gay»         | Френк И. Флауэрс          |
| 2012 | «Nothing Like This»        | Тао Располи               |
| 2012 | «I Don’t Want You Anymore» | 90210 Season 4 DVD Extras |
| 2014 | «Silicone In Stereo»       |                           |
| 2015 | «Deja Vu»                  |                           |
| 2015 | «Deja Vu (Remix)»          | Рендалл Слэйвин           |
| 2016 | «Underneath The Mask»      |                           |